# Honda City
Honda City – samochód osobowy początkowo segmentu A, następnie klasy aut miejskich produkowany przez japoński koncern motoryzacyjny Honda Motor Company od 1981 roku. Od 2014 roku produkowana jest szósta generacja modelu.

## Honda City I
Honda City I w Europie oferowana była jako Honda Jazz I.

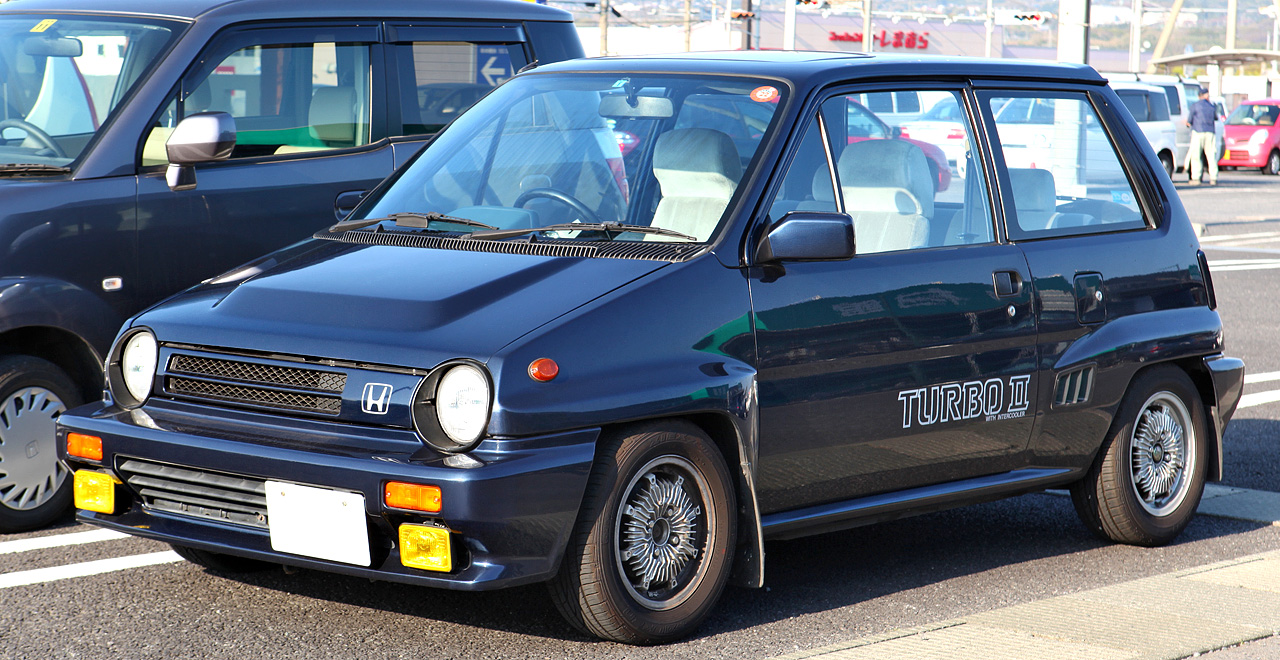
Honda City Turbo II

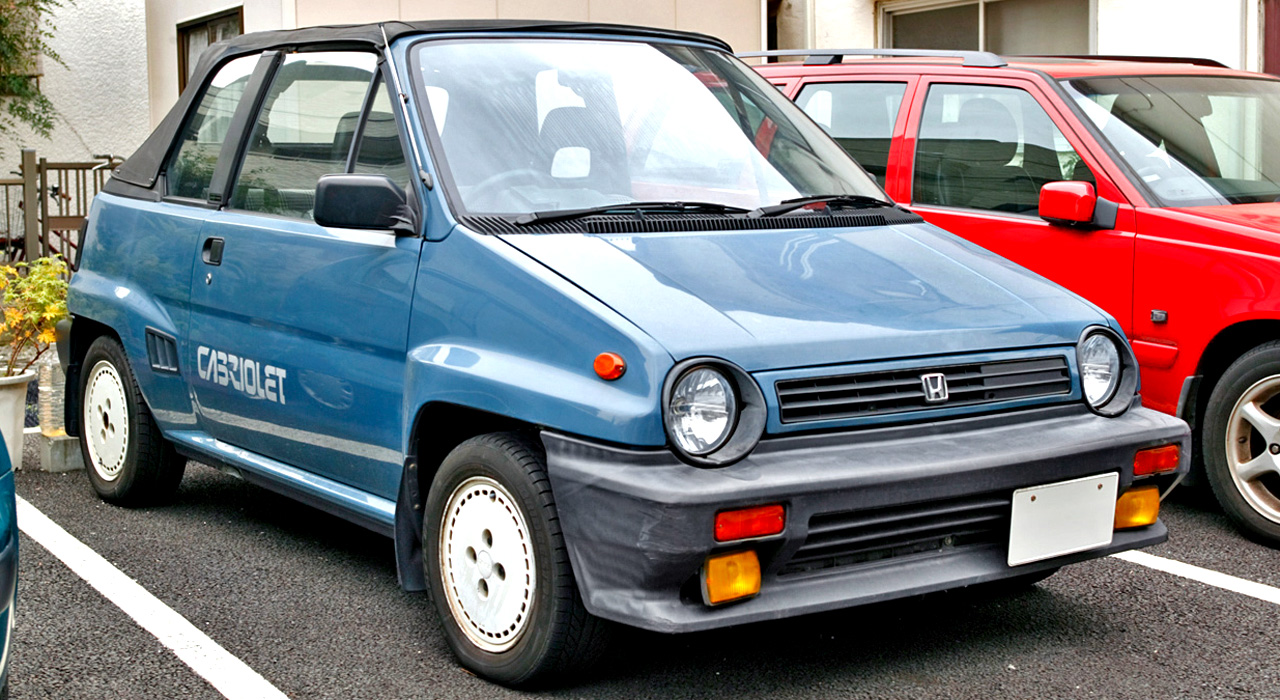
Honda City Cabrio

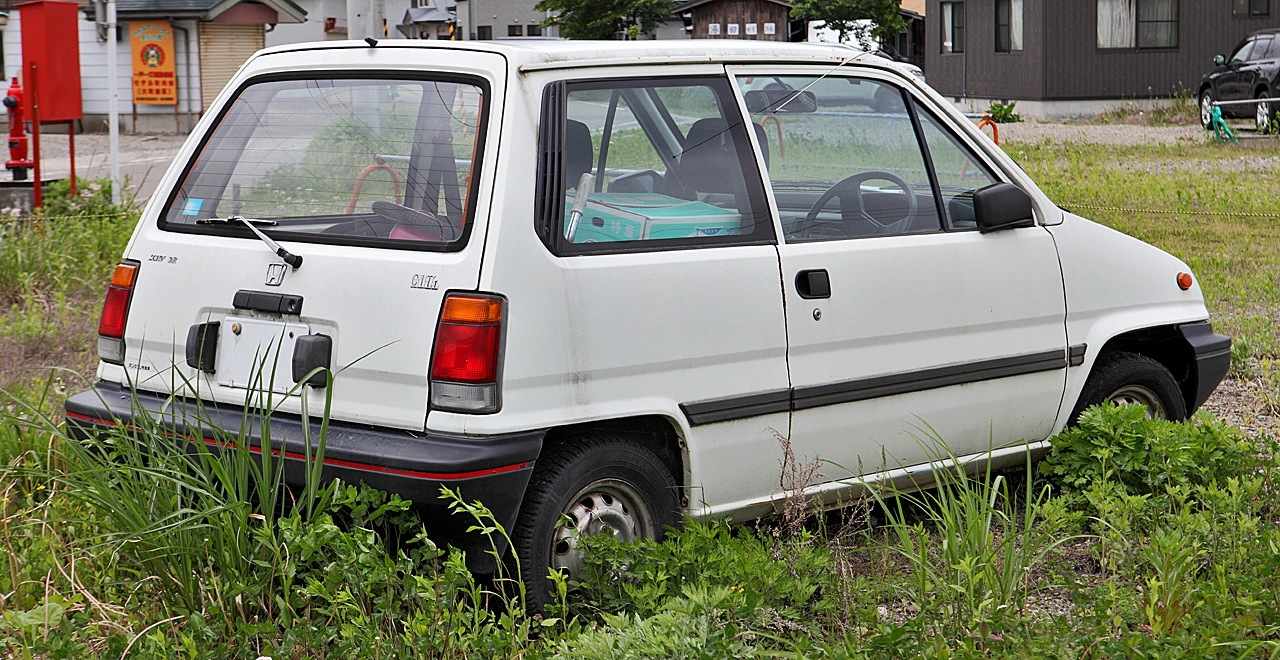
Tył City po liftingu

W 1982 roku zaprezentowano wersję City Turbo napędzaną silnikiem o pojemności 1231 cm³.

## Honda City II
Honda City II została zaprezentowana w 1986 roku.

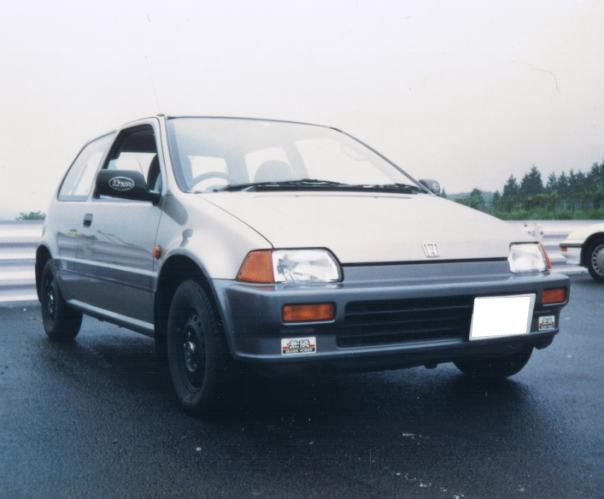
Honda City GA1 przed face liftingiem

W 1989 roku auto przeszło face lifting. W 1994 roku auto wycofano z produkcji. Następcą były modele Capa i Logo.

## Honda City III
Honda City III to auto oparte na Hondzie Civic VI. Pojazd został zaprojektowany i sprzedawany wyłącznie w Azji.

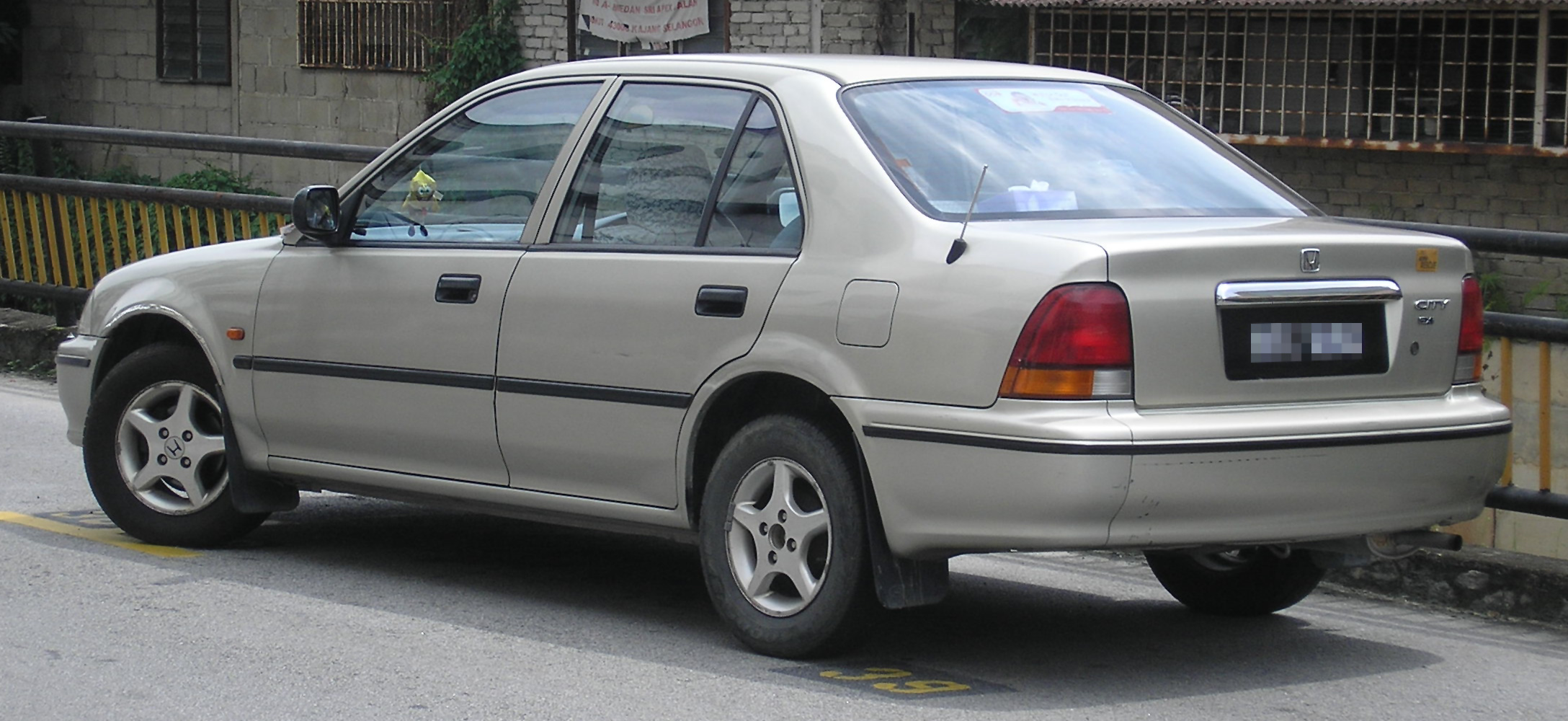
Honda City III przed face liftingiem

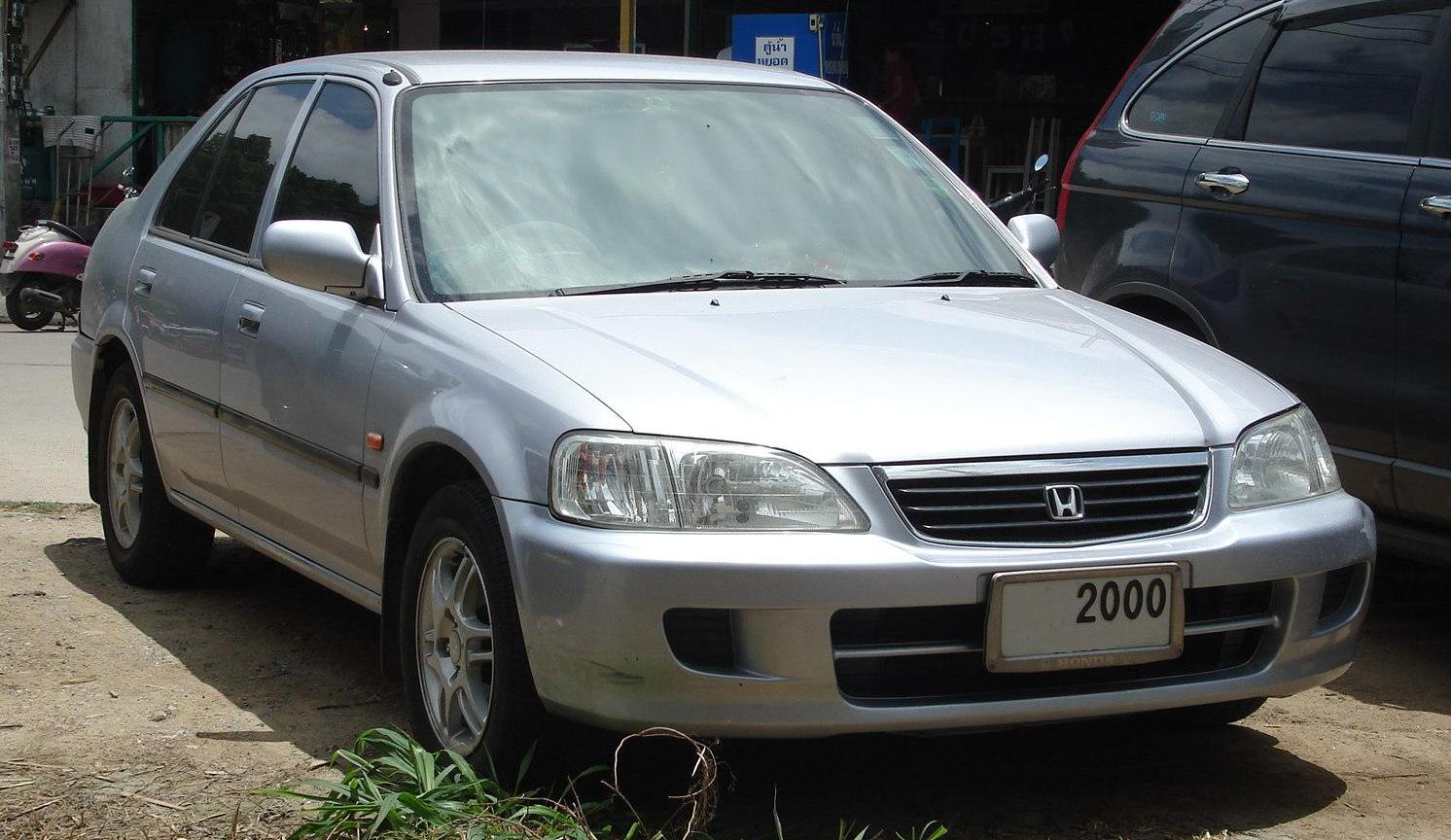
Honda City III po face liftingu

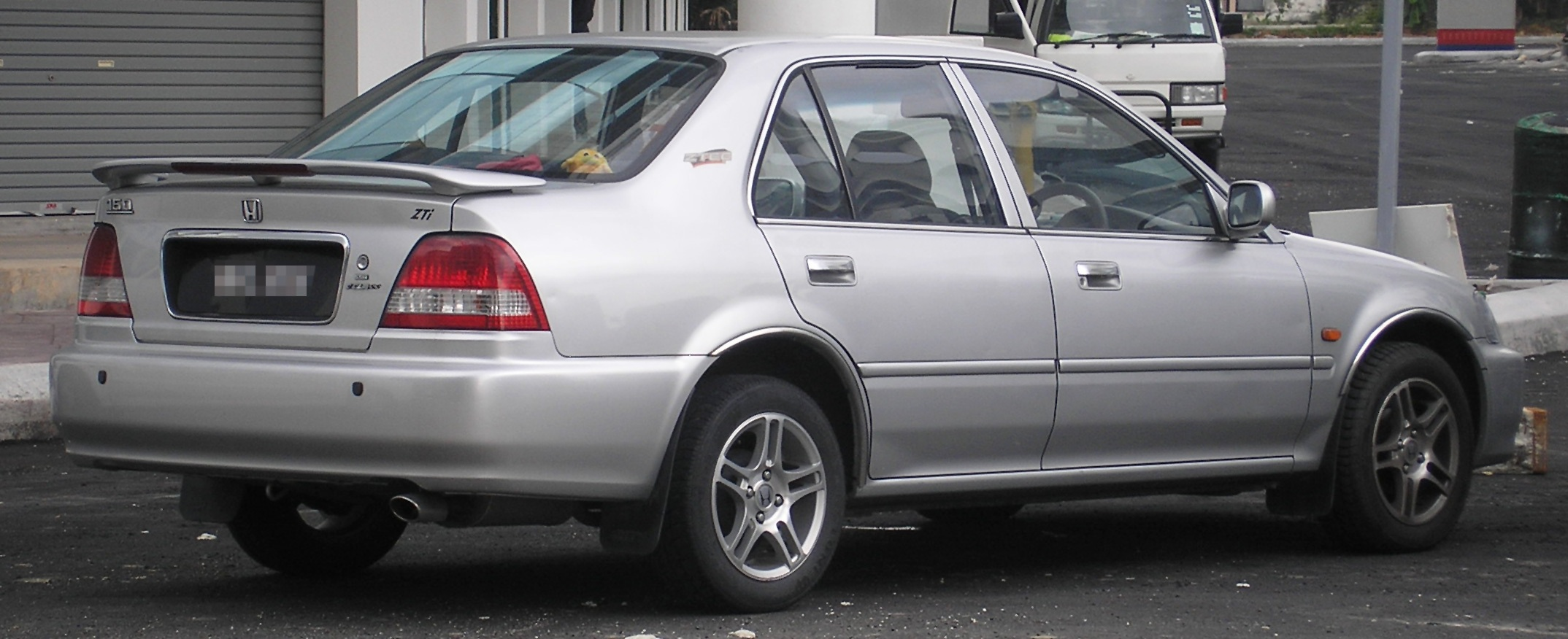
Tył Hondy City III po liftingu

W 2000 roku przeprowadzono face lifting.

### Wersje wyposażeniowe
- LXi
- EXi

## Czwarta generacja
Honda City IV została po raz pierwszy zaprezentowana podczas tajlandzkich targów samochodowych w 2002 roku.].

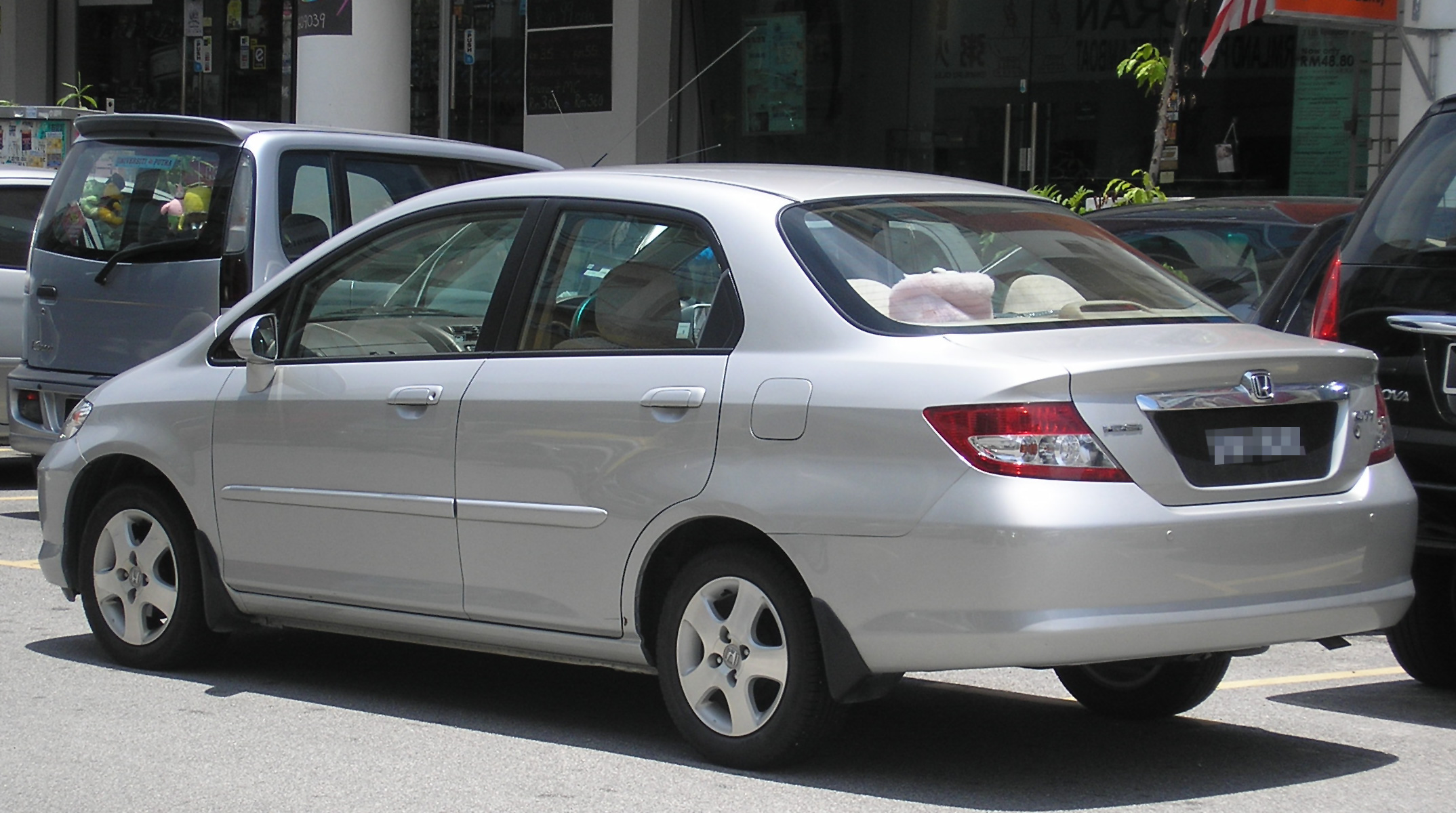
Tył Hondy Civic przed face liftingiem

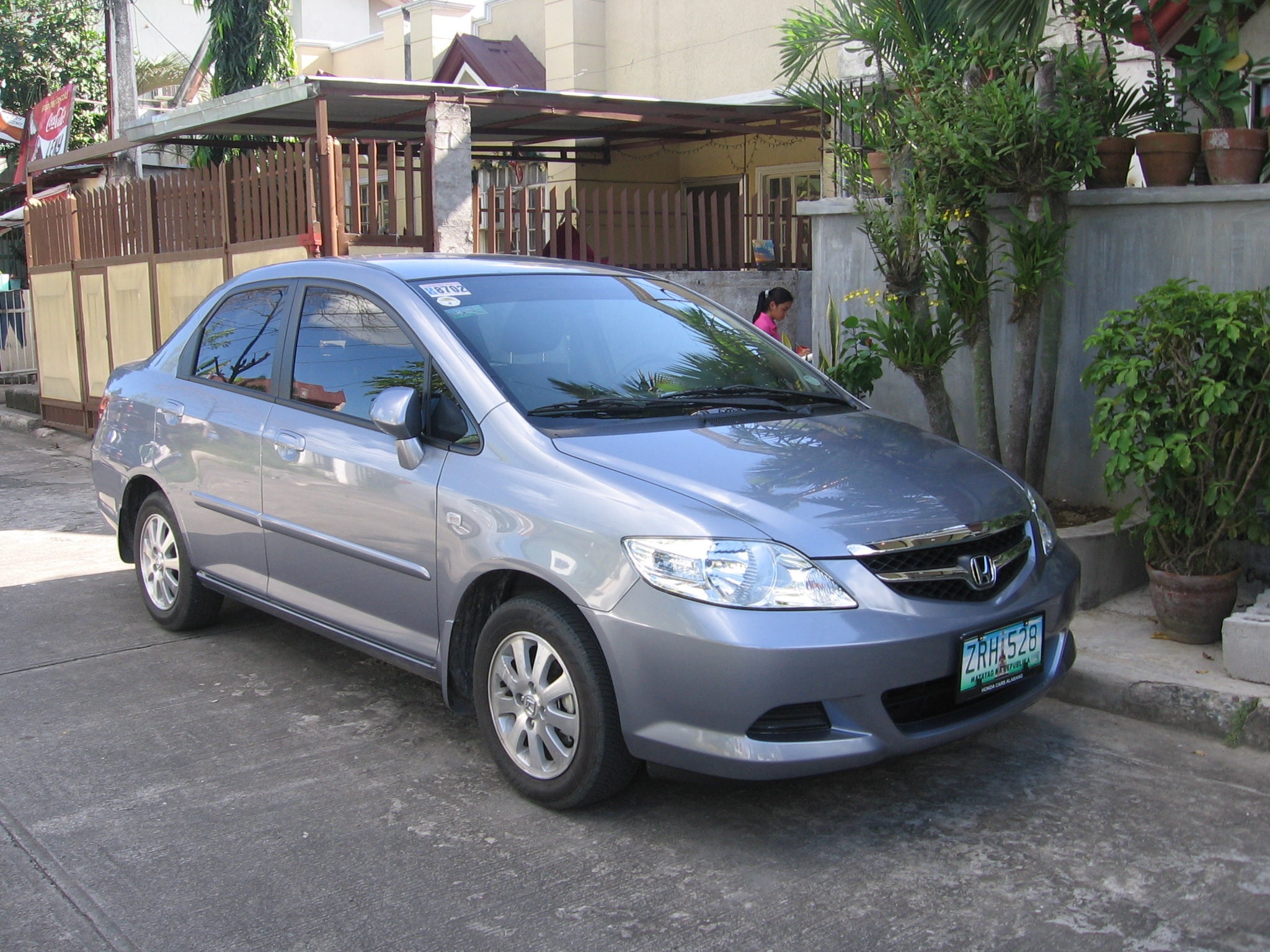
Honda City IV po face liftingu

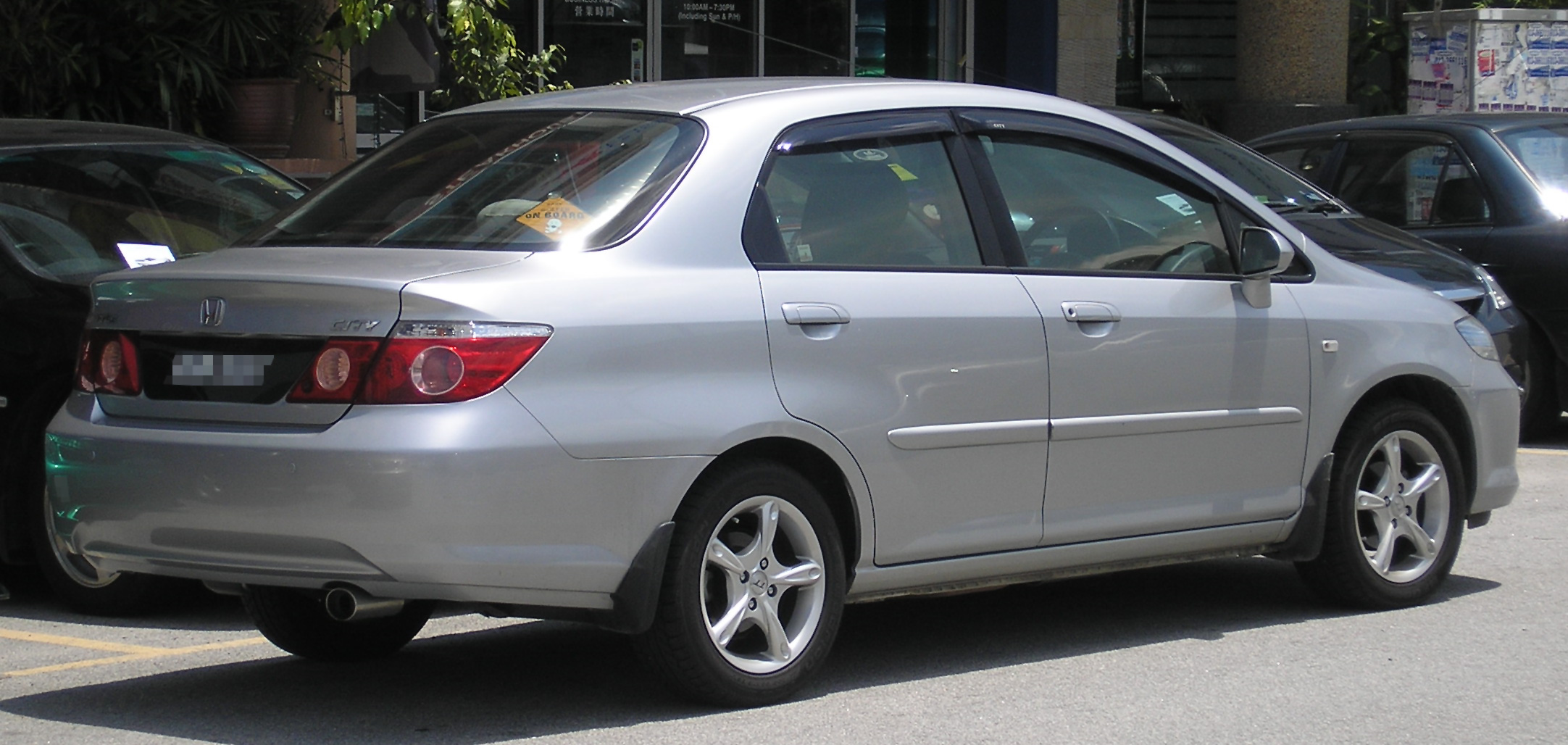
Tył Hondy City IV po face liftingu

W 2005 roku auto przeszło face lifting.

### Wersje wyposażeniowe[1]
- S
- Comfort
- Sport

Standardowe wyposażenie pojazdu obejmuje m.in. dwie poduszki powietrzne, ABS z EBD, elektrycznie sterowane cztery szyby, wbudowany radioodtwarzacz CD, fotel kierowcy oraz koło kierownicy regulowane na wysokość. Opcjonalnie auto wyposażyć można było m.in. w klimatyzację oraz boczne poduszki powietrzne.

## Honda City V
Honda City V została po raz pierwszy zaprezentowana podczas targów motoryzacyjnych w Bangkoku w 2008 roku

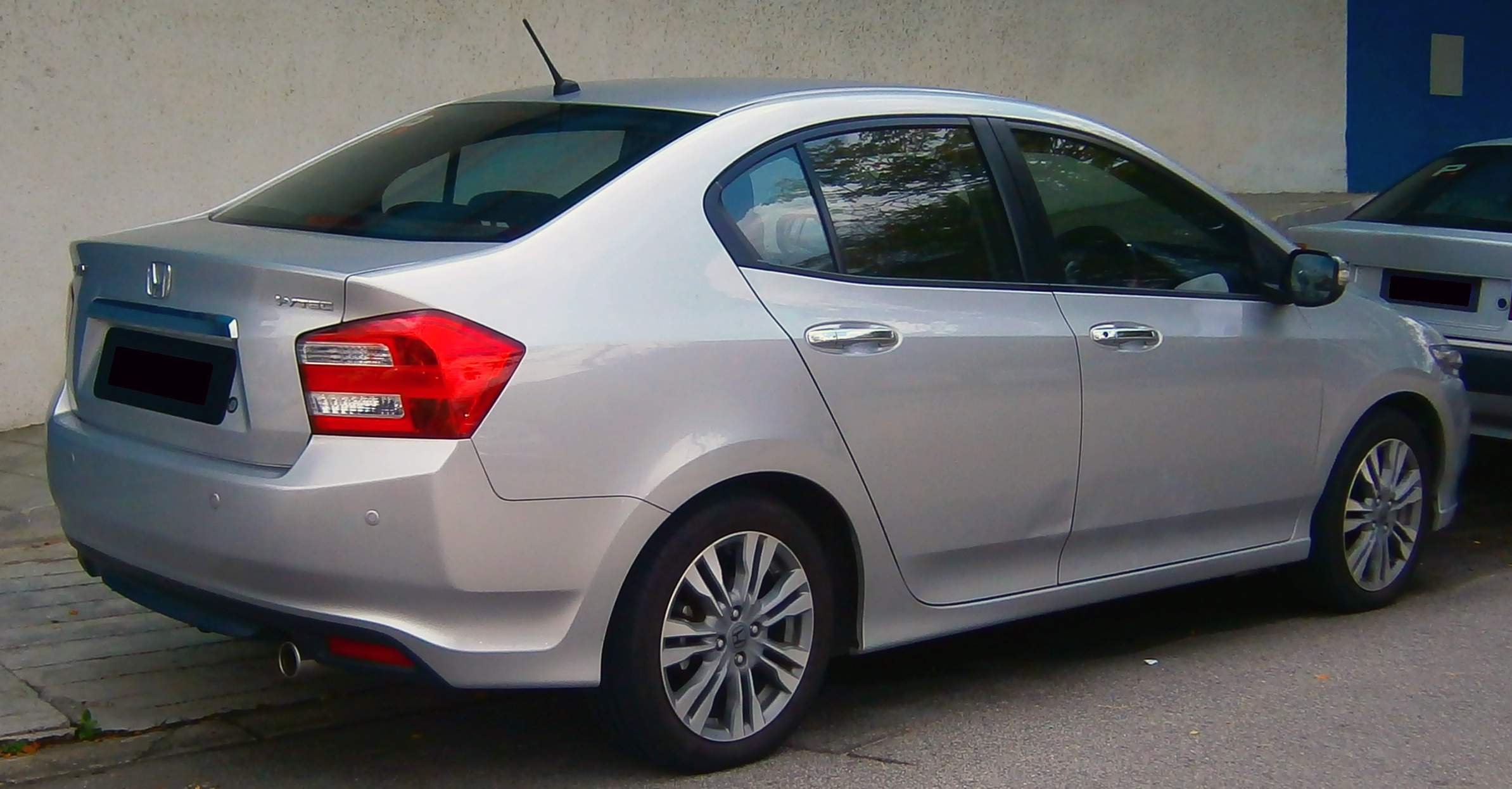
Tył Hondy City V

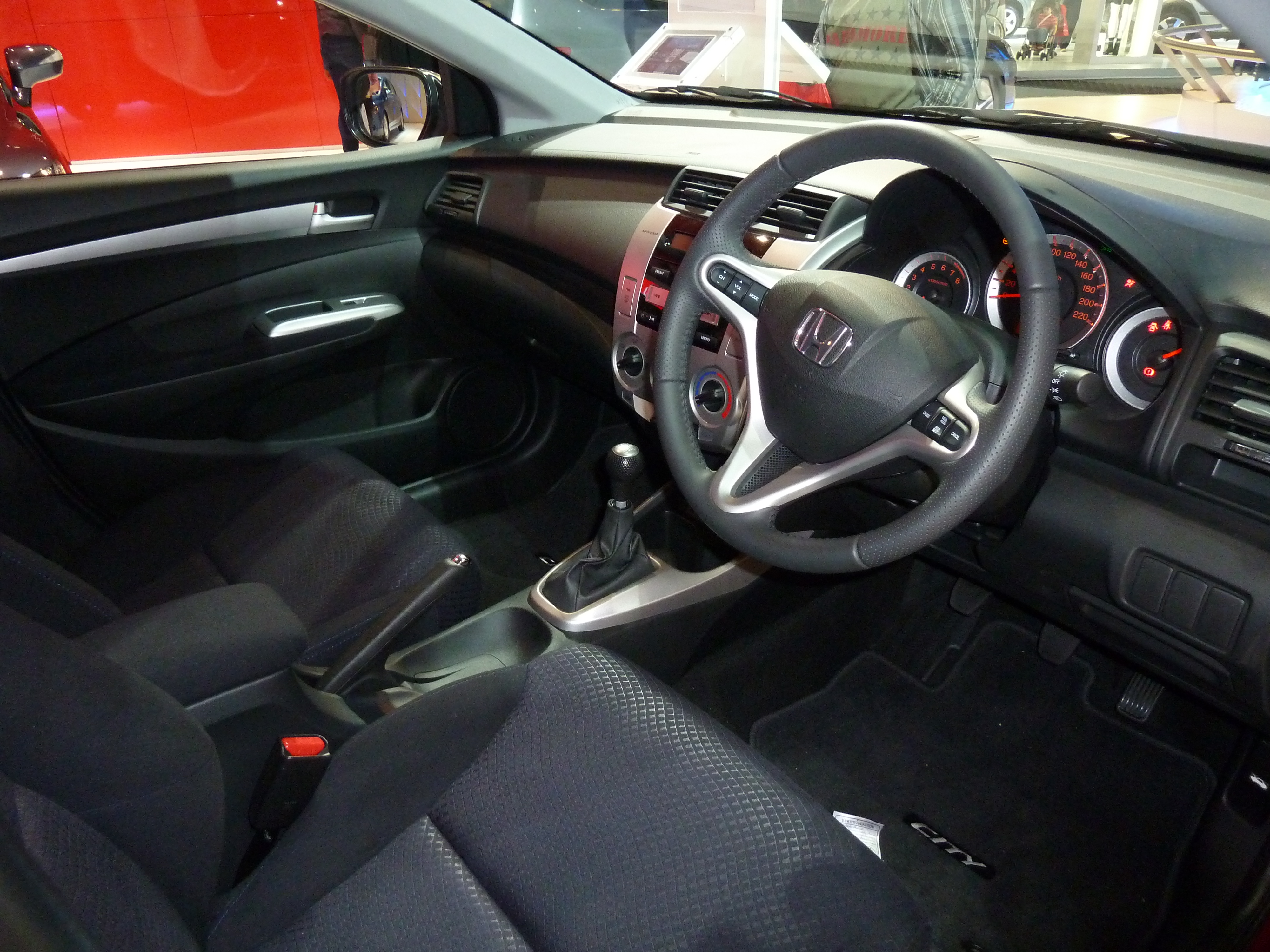
Wnętrze City V

W 2011 roku auto przeszło face lifting. Produkcję pojazdu zakończono w 2013 roku.

### Wersje wyposażeniowe
- Comfort
- DX
- E
- EX
- EXL
- Elegance[3]
- LX
- S
- SV
- V
- Mugen

## Honda City VI
Honda City VI została zaprezentowana w Indiach w 2013 roku. Samochód bazuje na czwartej generacji modelu Jazz.

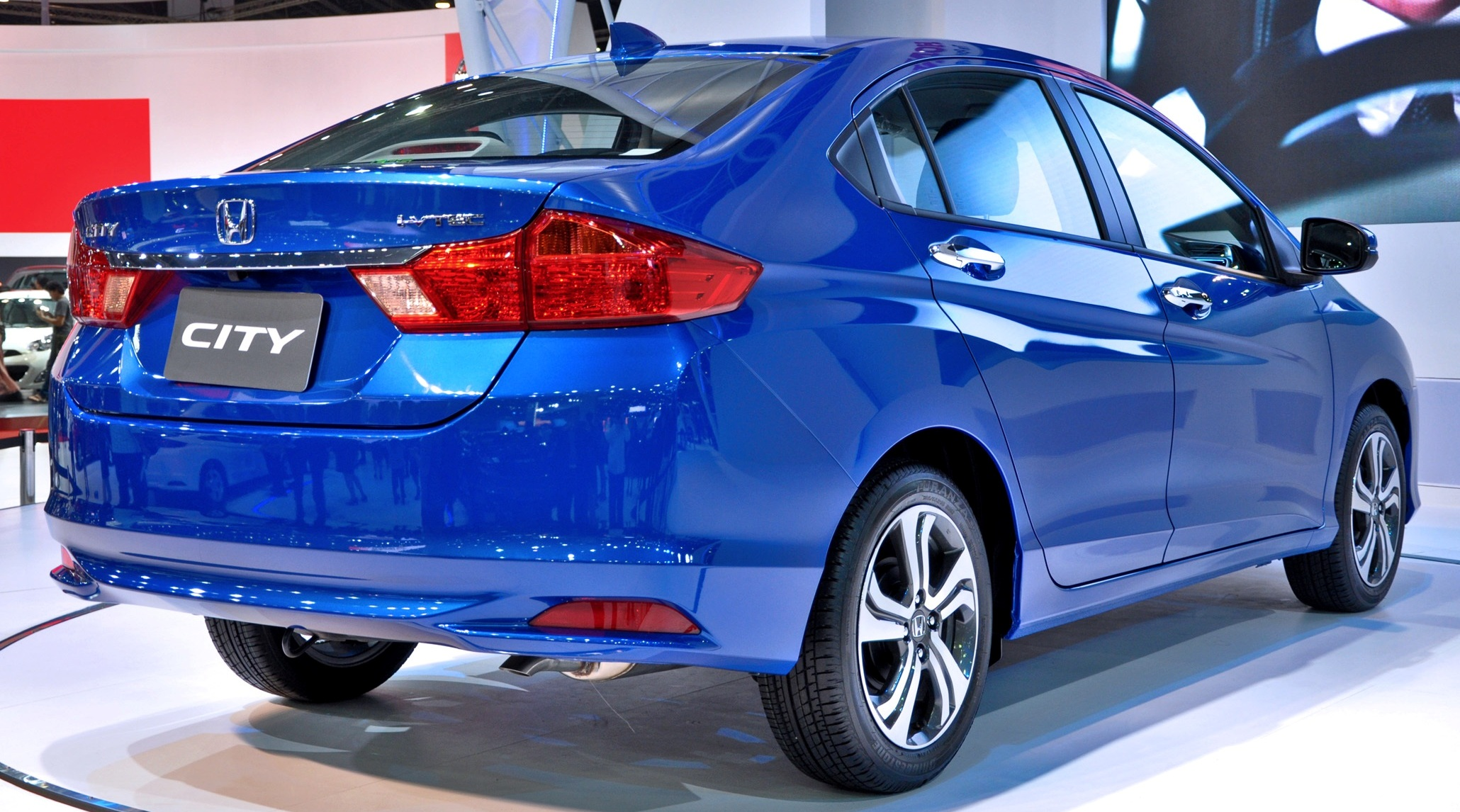
Tył City VI

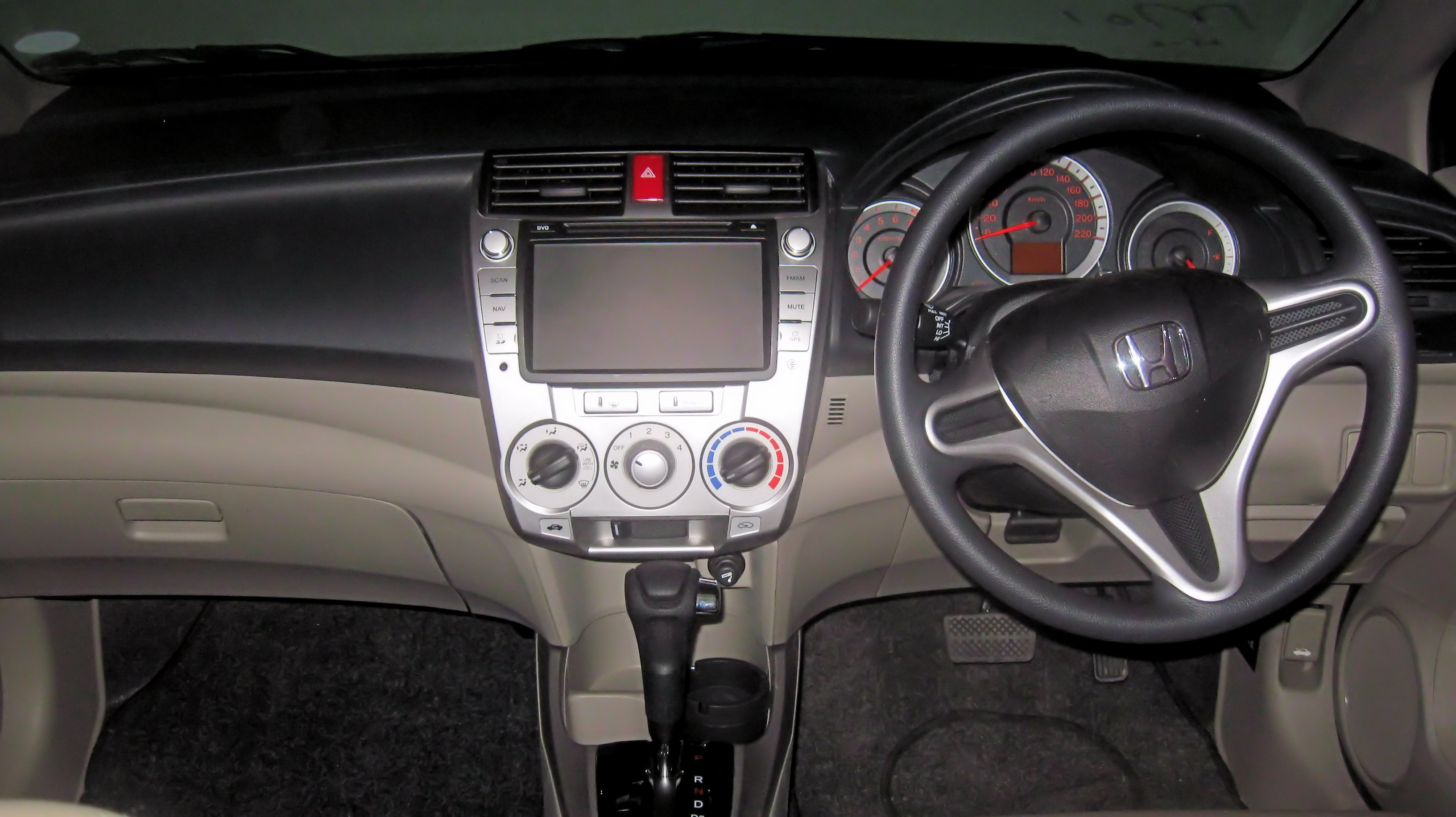
Wnętrze City VI

Pod koniec 2014 roku rozpoczęto w Japonii sprzedaż modelu Grace Hybrid, który jest hybrydową wersją szóstej generacji pojazdu. Do napędu pojazdu służy układ SPORT HYBRID i-DCD. Auto zostało wyposażone w silnik benzynowy o pojemności 1.5 l pracujący w cyklu Atkinsona, który rozwija moc 110 KM i 134 Nm. Współpracuje on z dwusprzęgłową skrzynią o 7. przełożeniach z wbudowanym motorem elektrycznym o mocy 29,5 KM i 160 Nm.

### Wersje wyposażeniowe
- S
- S+
- E
- V